# Palaeolama
Palaeolama is een geslacht van uitgestorven Amerikaanse kameelachtigen uit het het Laat-Plioceen tot het Vroeg-Holoceen (1,8 tot 0,011 miljoen jaar geleden).

## Kenmerken
De grotere soorten hadden het formaat van een hedendaagse kameel, terwijl andere soorten in grootte vergelijkbaar waren met de moderne lama's. Palaeolama onderscheidde zich van de huidige lama's door een langere nek en langere poten. Het was een goede renner die in kleine groepen leefde. Palaeolama voedde zich met gras en ander plantaardig materiaal en werden vaak samen aangetroffen met vroege paardachtigen, tapirs, herten en mammoeten

## Verspreiding
Palaeolama had een verspreidingsgebied dat liep van de Verenigde Staten via Midden-Amerika (vondsten in El Salvador en Costa Rica) tot in Patagonië en het wordt beschouwd als vermoedelijke voorouder van de hedendaagse lama's. Het subgenus Hemiauchenia verscheen in het Hemphillian in Noord-Amerika, gevolgd door het subgenus Palaeolama in het Irvingtonian. Palaeolama overleefde in Zuid-Amerika tot het Vroeg-Holoceen.